# Zygomycota
Zygomycètes
Ce taxon est aujourd'hui obsolète. Dénomination actuelle : Mucoromyceta, Zoopagomyceta et Basidiobolomyceta.
 (juin 2013).
Division
Ordres de rang inférieur
- classe des Zygomycetes
  - ordre des Dimargaritales
  - ordre des Endogonales
  - ordre des Entomophthorales
  - ordre des Mucorales
  - ordre des Zoopagales
- classe des Trichomycetes
  - ordre des Amoebidiales
  - ordre des Asellariales
  - ordre des Eccrinales
  - ordre des Genistellales
  - ordre des Harpellales
  - ordre des Kickxellales

Les Zygomycètes sont une division polyphylétique de champignons, qui formait traditionnellement la division des Zygomycota. Ils doivent leur nom à leur mode de reproduction sexuée, qui se fait par cystogamie avec formation de zygospores (du grec ancien zugos = couple).
Les études de phylogénétique moléculaire du début du XXIe siècle ont conduit à abandonner ce taxon qui était composé de plusieurs lignées évolutives distinctes. Ses membres ont été répartis entre deux groupes principaux, considérés depuis 2018 comme des sous-règnes à part entière, les Mucoromyceta et les Zoopagomyceta. La position des Basidiobolomycètes dans cette classification révisée est controversée, mais ils pourraient constituer une troisième branche distincte, les Basidiobolomyceta.

## Description
Très discrets et de taille le plus souvent microscopique, ce sont des champignons à spores dépourvues de flagelles, dans lesquels les cellules ne sont pas séparées par des cloisons, leurs hyphes étant cœnocytiques ou siphonnés, avec de nombreux noyaux dans un même siphon. Ces champignons sont également caractérisés par une abondante reproduction asexuée et une croissance rapide qui leur permettent de coloniser rapidement leur milieu.

## Subdivisions
Les Glomales, précédemment placées dans les Zygomycota, sont aujourd’hui réparties en quatre ordres et classées dans la division des Glomeromycota.
Les autres organismes autrefois inclus dans la division des Zygomycota ont été en 2007 répartis dans quatre sous-divisions non classées dans une division. Benny publie en 2012 une synthèse sur les Zygomycota en reconnaissant neuf ordres  : 
- Sept ordres des Zygomycetes : 
  - les Dimargaritales
  - les Endogonales
  - les Entomophthorales
  - les Kickxellales
  - les Mortierellales
  - les Mucorales
  - les Zoopagales
- et deux ordres classés par divers auteurs dans les Trichomycetes :
  - les Asellariales
  - les Harpellales

Plus anciennement, on distinguait trois grands ordres dans la classe (paraphylétique) des zygomycètes stricto sensu (Zygomycetes), :
- les Mucorales : parfois parasites de l’homme (agents de zygomycoses), ce sont le plus souvent des moisissures, dans bien des cas précieux auxiliaires de l’industrie chimique ou pharmaceutique. Quelques genres : Mucor (nombreuses espèces dont le « poil de chat » des fromages), Absidia, Rhizopus ;
- les Endogonales : abondants dans les sols, ils vivent en symbiose (partenaires endomycorhiziens) avec de nombreuses plantes supérieures, jouant un rôle important dans l’équilibre biologique de certains biotopes ;
- les Entomophthorales : parasites de plantes et d’animaux, parfois utilisés dans la lutte biologique contre des insectes nuisibles.

La classe des trichomycètes (Trichomycetes) regroupait les ordres suivants, : 
- les Amoebidiales ;
- les Asellariales (entomogènes, parasites d’insectes) ;
- les Eccrinales ;
- les Genistellales
- les Harpellales (parasites) ;
- les Kickxellales (saprophytes) ;
- les Dimargaritales (parasites) qui présentent des septae avec des pores particuliers, les pores lenticulaires.

Les quatre sous-divisions incertae sedis sont :
- la sous-division des Entomophthoromycotina,
- la sous-division des Kickxellomycotina,
- la sous-division des Mucoromycotina,
- la sous-division des Zoopagomycotina.

## Phylogénie
Les analyses actuelles montrent les Zygomycota comme étant polyphylétiques.
- Les Amoebidiales et Eccrinales ont pris place au sein des Mésomycétozoaires, proches de la divergence entre Champignons et Animaux mais plus près de ces derniers[7],[8].
- Les autres Trichomycètes, aujourd'hui dénommés Kickxellomycotina, restent sans doute proches des Endogonales et Entomophthorales [9].
- Les Mucoromycotina sont peut-être plus proches parents des Gloméromycètes et des « Champignons supérieurs » que des autres Zygomycètes[9].

## Statut nomenclatural
Le terme de zygomycètes a été introduit en 1954 comme « Phylum des zygomycètes » par Moreau, Les Champignons 2, p. 2035 (1954) [sans diagnose latine, type non désigné].
Son orthographe fut corrigée en « Zygomycota Moreau » par Whittaker, Science 163, p. 155 (1969) [Sans diagnose latine] ; et par Cavalier-Smith, BioSystems 14, p. 463 (1981) [sans description].
- Phylum actuel : Zygomycota Moreau, Les Champignons 2, p. 2035 (1954).

Le terme de trichomycètes a été introduit, à un rang non spécifié entre ascomycètes (Ascomycetes) et laboulbéniomycètes (Laboulbeniomycetes), en 1948 par Duboscq, Léger & Tuzet, Arch. Zool. Exp. Gén. 86, p. 29-144 (1948) [sans diagnose latine, type non désigné], puis par Manier (1955) au rang d’embranchement (ou phylum).
- Le taxon a été validement publié au niveau de classe Trichomycetes par Alexopoulos, Introductory Mycology, p. 37 (1962).

NB. Le phylum Trichomycota R.T. Moore, a également été proposé in Hawksworth (ed.), The Identification and Characterization of Pest Organisms, p. 250 (1994).

## Pathologie
En pathologie humaine, les zygomycètes sont à l'origine des mucormycoses (ou zygomycoses), principalement dues aux Mucorales.